# Cristina Laborda
Cristina Laborda Albolea (San Sebastián, Guipúzcoa, 24 de julio de 1980) es una historiadora y política española, actual alcaldesa de Irún, siendo la primera mujer en ostentar el cargo.
Es concejala del Ayuntamiento de Irún desde el año 1999. Desde el año 2023 es la alcaldesa de Irún en sustitución de José Antonio Santano. Anteriormente también fue diputada del Parlamento Vasco y juntera de las Juntas Generales de Guipúzcoa.

## Biografía
Es hija de Ramón Laborda, político del PSE y concejal de Irún durante casi veinte años, y de Juani Albolea, miembro del comité local del PSE de Irún.
Estudió la Licenciatura en Historia (2003) y la Licenciatura en Humanidades-Empresa (2006), ambas en la Universidad de Deusto. Se le otorgó el Premio Extraordinario de Fin de Carrera (2007), por tener el mejor expediente académico de su promoción.
Con tan sólo 19 años, aún siendo estudiante, salió electa concejala del Ayuntamiento de Irún en las elecciones municipales de España de 1999.
Entre 2007 y 2008 salió electa juntera de las Juntas Generales de Guipúzcoa, por la circunscripción de Bidasoa-Oiartzun. En 2008 dejó el escaño en el parlamento foral guipuzcoano, para incorporarse como diputada en el Parlamento Vasco, tras la salida de Miguel Ángel Buen Lacambra. En las elecciones al Parlamento Vasco de 2008 obtuvo escaño como diputada en el Parlamento Vasco. 
Como concejala de Irún desde 1999, ha formado parte de la Junta de Gobierno Local de Irún como concejala delegada de distintas áreas en distintas legislaturas, como concejala delegada de Bienestar Social, concejala delegada de Obras Públicas o concejala delegada de Policía local.
En el año 2023, tras la marcha de José Antonio Santano al Ministerio de Transportes y Movilidad Sostenible, Laborda fue elegida alcaldesa de Irún.

## Vida personal
Actualmente reside en Irún. 

## Elecciones disputadas
| Elecciones                                 | Circunscripción  | Candidatura | Puesto | Resultado |
| ------------------------------------------ | ---------------- | ----------- | ------ | --------- |
| Elecciones municipales de 1999             | Irún             | PSE-EE      | 8      | Electa    |
| Elecciones a las JJGG de Guipúzcoa de 1999 | Bidasoa-Oiartzun | PSE-EE      | S3     | No electa |
| Elecciones al Parlamento Vasco de 2001     | Guipúzcoa        | PSE-EE      | 18     | No electa |
| Elecciones municipales de 2003             | Irún             | PSE-EE      | 6      | Electa    |
| Elecciones a las JJGG de Guipúzcoa de 2003 | Bidasoa-Oiartzun | PSE-EE      | 10     | No electa |
| Elecciones al Parlamento Vasco de 2005     | Guipúzcoa        | PSE-EE      | 8      | No electa |
| Elecciones municipales de 2007             | Irún             | PSE-EE      | 5      | Electa    |
| Elecciones a las JJGG de Guipúzcoa de 2007 | Bidasoa-Oiartzun | PSE-EE      | 2      | Electa    |
| Elecciones al Parlamento Vasco de 2009     | Guipúzcoa        | PSE-EE      | 7      | Electa    |
| Elecciones municipales de 2011             | Irún             | PSE-EE      | 4      | Electa    |
| Elecciones municipales de 2015             | Irún             | PSE-EE      | 2      | Electa    |
| Elecciones municipales de 2019             | Irún             | PSE-EE      | 2      | Electa    |
| Elecciones municipales de 2023             | Irún             | PSE-EE      | 2      | Electa    |
| Elecciones generales de 2023               | Guipúzcoa        | PSE-EE      | S3     | No electa |